# Érasme de Rotterdam (Dürer)
Érasme de Rotterdam est une gravure sur cuivre datée de 1526 de l'artiste de la Renaissance allemande Albrecht Dürer. Le portrait est commandé par l'humaniste néerlandais de la Renaissance Érasme (v.1466-69 - 1536) lorsque les deux hommes se rencontrent aux Pays-Bas entre 1520 et 1521. Érasme est alors au faîte de sa renommée et exige des représentations de lui-même pour accompagner ses écrits. Il n'est achevé que six ans plus tard, mais procède d'un certain nombre d'esquisses préparatoires réalisées à cette époque.

## Contexte
Il ne s'agit pas d'une représentation fidèle des caractéristiques physiques d'Érasme, qui ont parfois été critiquées, y compris par Érasme lui-même, et par Martin Luther avec qui Érasme a eu une relation prolongée et épineuse : bien que l’un de ses premiers partisans, en 1526, Erasme s’est éloigné de Luther en termes amers ; Érasme rêvait quant à lui d'une réforme éclairée de l'Église.
Il est aujourd'hui considéré par les historiens de l'art comme une capture pionnière de son intégrité morale, de son intellectualisme et de son érudition, et est l'un des portraits les plus populaires et les plus reconnaissables du modèle.

## Commission

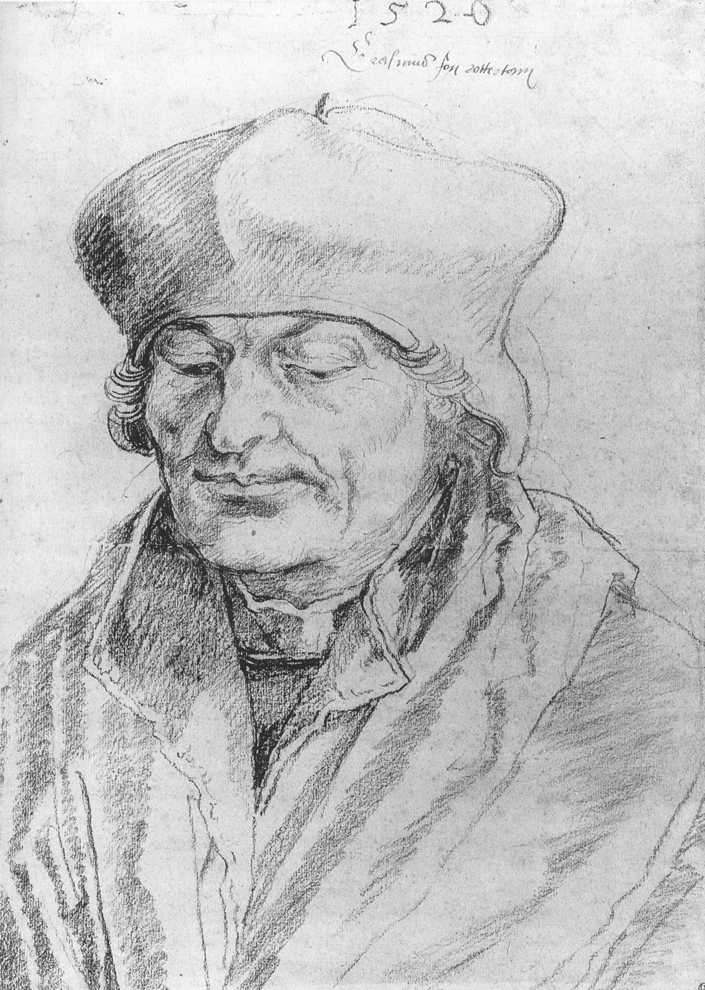
Albrecht Dürer, Portrait d'Erasme, croquis, pierre noire sur papier, 1520, musée du Louvre.

Érasme est un érudit humaniste et théologien de renom. Il respecte la stature de Dürer et admire apparemment beaucoup son travail, mais plus ses gravures sur bois et ses dessins graphiques que ses peintures, un goût qui peut avoir été influencé par sa faveur humaniste pour l’économie sur l’esthétique. Il souhaite vivement être portraituré par Dürer, comme le montrent ses demandes insistantes auprès de Willibald Pirckheimer.
Le 8 janvier 1525, Érasme écrit : « J'aimerais pouvoir aussi être interprété par Dürer. Pourquoi pas par un tel artiste ? Mais comment pourrait-il être réalisé ? Il a commencé mon portrait au fusain à Bruxelles, mais il l'a probablement mis de côté depuis longtemps. S'il a pu le faire de ma médaille ou de mémoire, qu'il fasse ce qu'il a fait pour vous, c'est-à-dire ajouter du gras ». En 1528, une fois le portrait terminé, il écrit : « N'est-il pas plus merveilleux d'accomplir sans la flatterie des couleurs ce qu'Apelle a accompli avec leur aide? ». Cela suppose que Dürer pouvait réaliser plus avec des lignes noires nues que d'autres artistes du XVIe siècle — y compris Dürer lui-même — avec des couleurs exubérantes.
Ils se sont rencontrés au moins trois fois lors de la visite de Dürer aux Pays-Bas en 1520-1521, à Bruxelles et à Rotterdam. Erasmus commande un portrait, car il a besoin d'un grand nombre de portraits de lui-même à envoyer à ses correspondants et admirateurs dans toute l'Europe. Comme indiqué dans ses journaux, Dürer esquisse Érasme à plusieurs reprises au fusain au cours de ces rencontres, mais il faut six ans avant qu'il n'achève la gravure. Le savant indiqua que sa séance de pose avait été interrompue par l'irruption de dignitaires de Nuremberg.

## Description
Érasme est représenté « à mi-corps », sérieux, debout et écrivant dans son bureau. Devant lui se trouvent un certain nombre de livres, destinés à montrer son érudition. Les livres servent un objectif plus profond, indiquant que les deux hommes se sont fait un nom grâce aux développements de l'imprimerie.
Les lys dans un vase font probablement référence à la pureté et à l'incorruptibilité de son esprit et de ses intentions.
L'écriture latine et grecque derrière lui est encadrée sur le mur comme s'il s'agissait d'une image et se lit comme suit : « Cette image d'Érasme de Rotterdam a été dessinée d'après nature par Albrecht Dürer. Le meilleur portrait montrera ses écrits en 1526. AD »

## Analyse

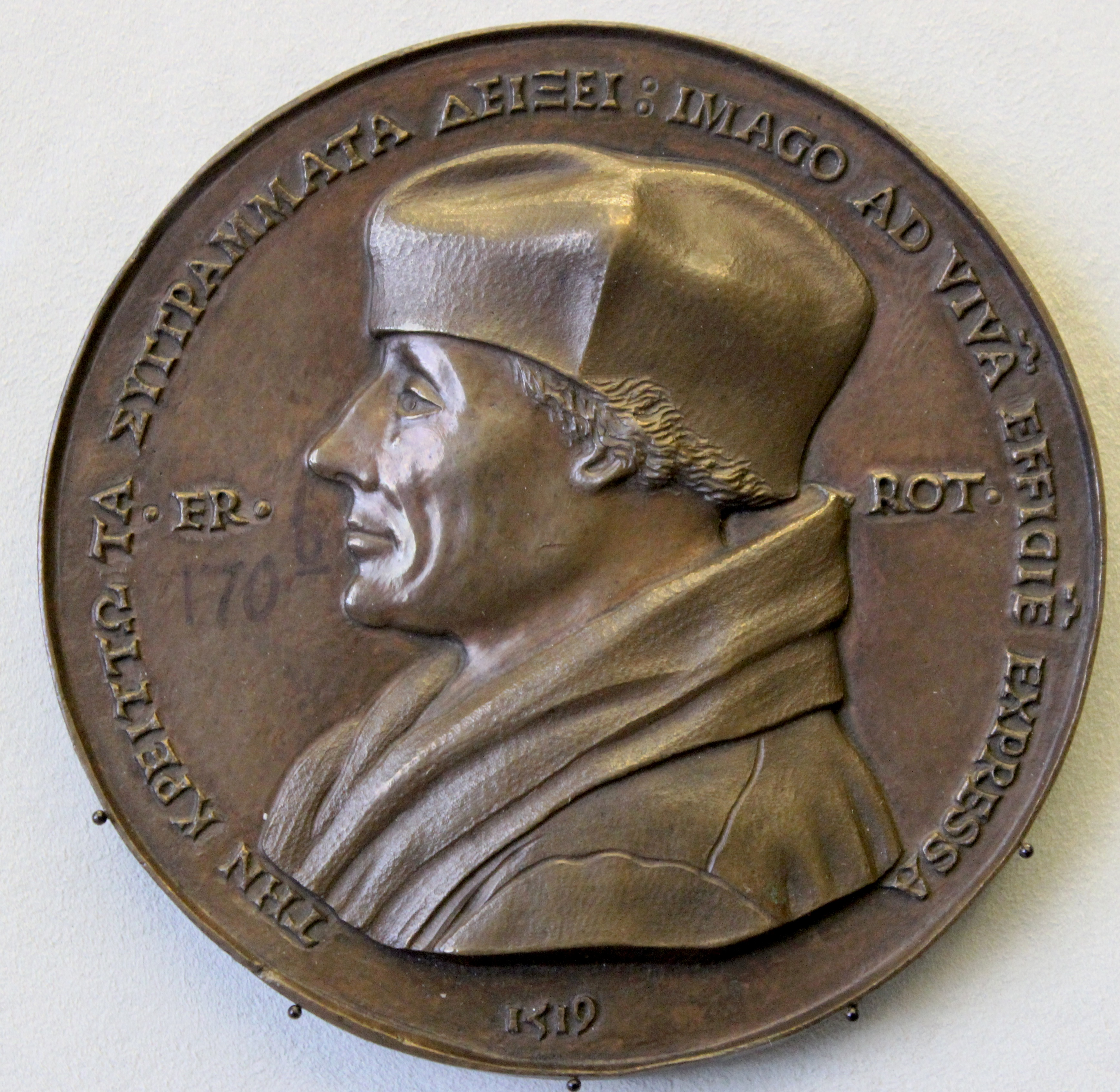
Médaille de Quentin Metsys.

Dürer réalise la gravure, non pas à partir du dessin à la pierre noire conservé au musée du Louvre, mais plutôt d'après la médaille de Quentin Metsys (1519). 
Presque empêtré dans sa robe de docteur, Érasme est surpris en pleine écriture, dans une concentration digne de celle de saint Jérôme. Une véritable nature morte sépare le spectateur du penseur, composée de livres, mais aussi de fleurs fugaces, dénonçant la fragilité de la vie. La scène est éclairée par la grande tablette des inscriptions grecque et latine signifiant que les écrits ont la préséance sur l'image et l'être sur le paraître. Dürer, graveur-philosophe, montre, encore une fois, qu'il tient toute sa place d'artiste humaniste au cœur de l'Europe des lettres.

## Critiques

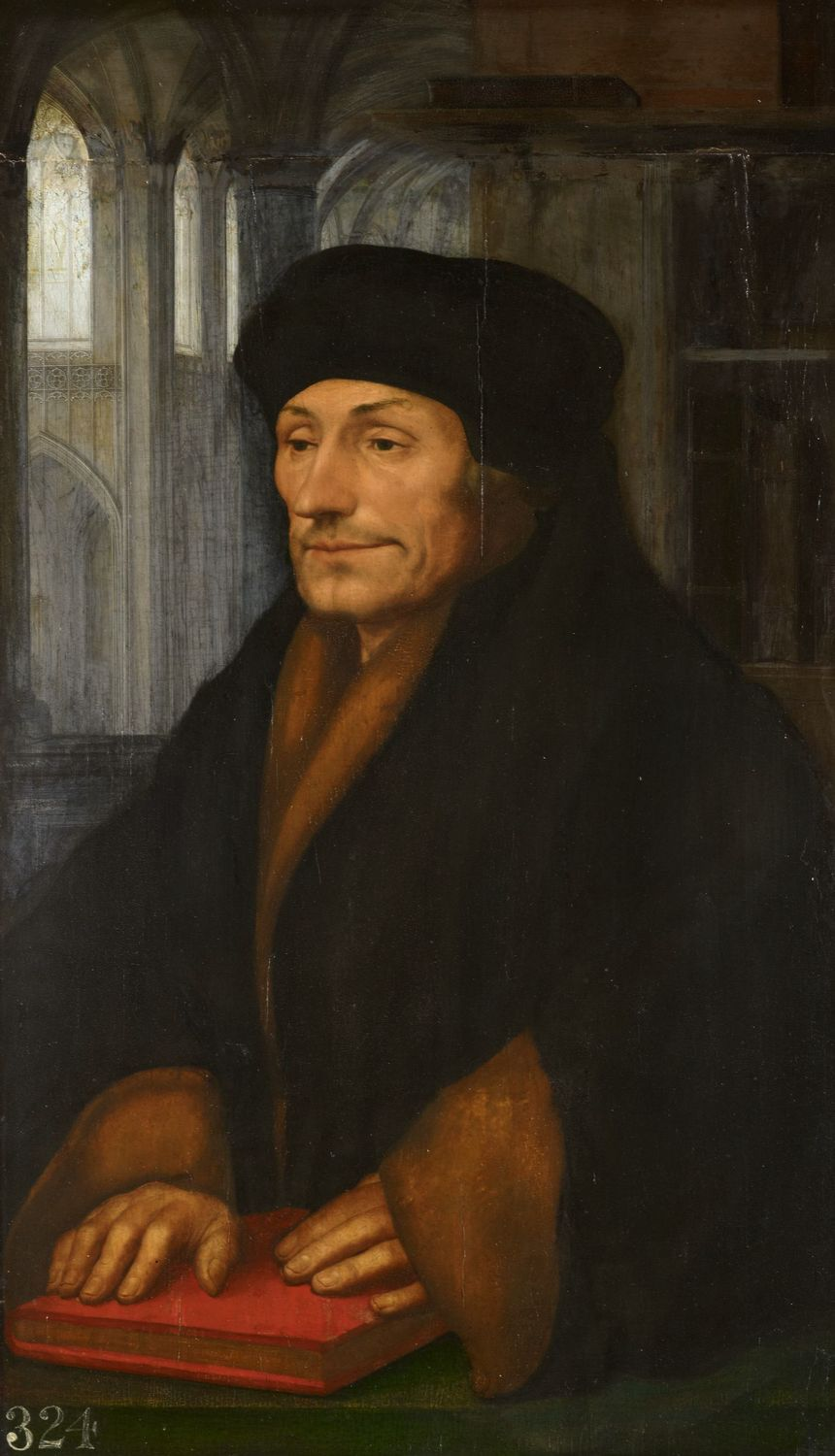
Hans Holbein, Portrait de Desiderius Erasme; vers 1520–40, Royal Collection, Londres.

Bien que l'œuvre soit largement connue et populaire, les historiens de l'art du début au milieu du XXe siècle la considèrent avec réserve. Heinrich Wölfflin et Erwin Panofsky la décrivent en termes généralement favorables, bien que Wölfflin écrive qu'elle « manquait de vie », surtout par rapport aux portraits d'Érasme de Hans Holbein le Jeune. De même, Max Jakob Friedländer la décrit comme « hésitante » et sans conviction.
Dürer ne cherche pas à reproduire exactement l'apparence physique du modèle, mais plutôt à représenter « le meilleur portrait que montreront ses écrits » ; indiquant que ses paroles, plutôt que ses caractéristiques physiques, sont l'aspect le plus remarquable à retenir. Selon Panofsky, « Dürer s'efforça de « caractériser » Érasme avec l'attirail de l'érudition et du goût, avec un charmant bouquet de violettes et de muguet témoignant de son amour de la Beauté qui, en même temps, sert comme symboles de Pudeur et de Pureté virginale. » Panofsky conclut que Durer « n'a pas réussi à capturer ce mélange insaisissable de charme, de sérénité, d'esprit ironique, de complaisance et de force formidable qu'était Erasmus de Rotterdam ».
Érasme lui-même est mécontent de l'œuvre finale et, en 1528, l'année de la mort de Dürer, se plaint dans une lettre que le portrait ne lui ressemble pas physiquement. Cependant, et bien qu'Érasme recherche souvent des portraits de lui-même, il est rarement satisfait des résultats. D'un portrait mineur de Holbein, il écrit : « Si Érasme avait l'air aussi jeune que ça, il penserait à prendre une femme ». Martin Luther n'aime pas non plus la gravure, mais s'étant publiquement brouillé avec Érasme à l'époque, il constate sèchement que « personne n'est vraiment content de sa propre ressemblance ».